# Roncade

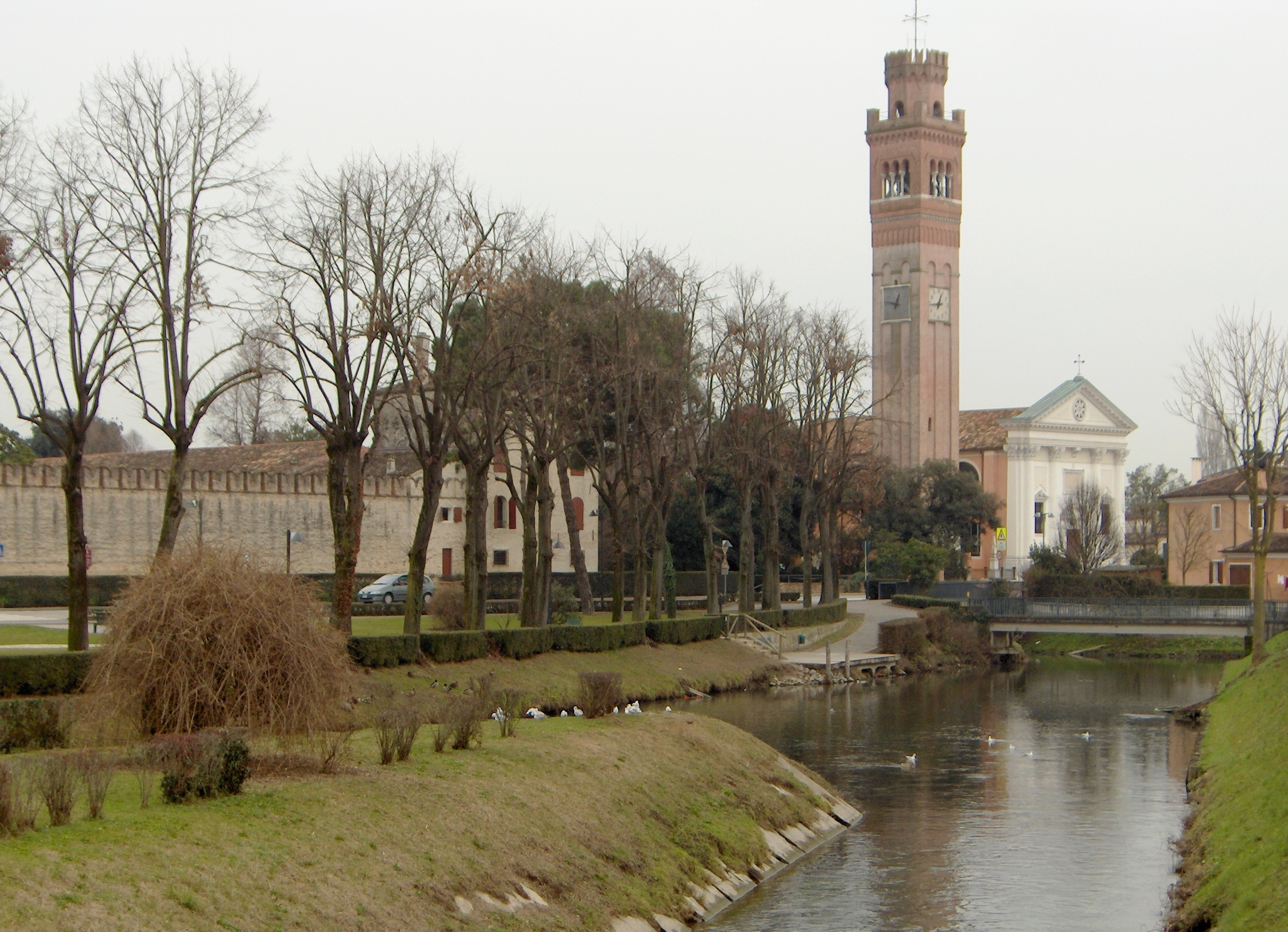
Roncade

Roncade ist eine norditalienische Gemeinde (comune) mit 14.612 Einwohnern (Stand 31. Dezember 2023) in der Provinz Treviso in Venetien. Die Gemeinde liegt etwa 25 Kilometer nördlich von Venedig und etwa 10 Kilometer südöstlich von Treviso am Sile. In den Sile fließt in der gleichnamigen Ortschaft der Musestre. Roncade grenzt an die Metropolitanstadt Venedig.

## Geschichte
Die Gegend um Roncade war bereits in der Jungsteinzeit von Jägern und Sammlern besiedelt. In der Blütezeit Roms durchquerte die Via Claudia Augusta und die Via Annia das heutige Gemeindegebiet nach Altinum. 
Roncade wurde Teil der Republik Venedig.

## Verkehr
Der Ortsteil Musestre liegt nahe der Autostrada A4 von Turin nach Triest.